# La Presa, Hidalgo
La Presa är en ort i Mexiko.   Den ligger i kommunen Mineral del Chico och delstaten Hidalgo, i den sydöstra delen av landet, 90 km norr om huvudstaden Mexico City. La Presa ligger 2 604 meter över havet och antalet invånare är 187.
Terrängen runt La Presa är huvudsakligen kuperad, men österut är den bergig. Terrängen runt La Presa sluttar norrut. Runt La Presa är det ganska tätbefolkat, med 75 invånare per kvadratkilometer. Närmaste större samhälle är Pachuca de Soto, 11,3 km söder om La Presa. I omgivningarna runt La Presa växer i huvudsak blandskog.